# Albert P. Langtry

Albert P. Langtry

Albert Perkins Langtry (* 27. Juli 1860 in Wakefield, Massachusetts; † 28. August 1939 in Melrose, Massachusetts) war ein US-amerikanischer Politiker der Republikanischen Partei. Er war von 1911 bis 1913 und erneut von 1915 bis 1921 Secretary of the Commonwealth von Massachusetts.

## Leben
Albert P. Langtry wurde am 27. Juli 1860 in Wakefield geboren. Nach dem Besuch öffentlicher Schulen gab er die Zeitung Springfield Union heraus. Außerdem war er zeitweise Mitglied und Sekretär des Republican State Committee von Massachusetts. Von 1910 bis 1911 war Albert P. Langtry Abgeordneter im Repräsentantenhaus von Massachusetts. Dort war er Mitglied der Ausschüsse für Handelsangelegenheiten, Wahlrecht, Fischerei und Wild, und Geschäftsordnung. Nach dem Tod des langjährigen Amtsinhaber William M. Olin wurde er am 26. April 1911 vom Staatsparlament für den Rest von Olins Amtszeit zum Secretary of the Commonwealth ernannt und 1911 wiedergewählt. Von 1915 bis 1921 war Langtry erneut Secretary of the Commonwealth. Langtry war Mitglied der Freimaurer. Er starb am 28. August 1939 im Alter von 79 Jahren.